# Tocando sin sentir
«Tocando sin sentir» es una canción compuesta e interpretada por el músico argentino Luis Alberto Spinetta, incluida en su álbum solista Fuego gris editado en 1993, a su vez banda de sonido de la película homónima (1994) del director Pablo César.
El tema es ejecutado exclusivamente por Spinetta.

## Contexto
Spinetta venía de tres álbumes de estudio sucesivos premiados como los mejores del año (Téster de violencia en 1988, Don Lucero en 1989 y Pelusón of milk en 1991). En 1991 y 1992 Spinetta se apartó relativamente de los músicos de su banda y se refugió en el espacio privado de su familia. A fines de 1990 su esposa Patricia había quedado embarazada de Vera y tanto su embarazo como su nacimiento fue un acontecimiento vivido personalmente por todos los miembros de la familia. En ese contexto Spinetta compuso y grabó en el estudio de su casa (Cintacalma) Pelusón of milk, un título que remite directamente a esa situación y al año siguiente Fuego gris, una obra que también trata de la introspección.
El mundo comenzaba a transitar los primeros años de la década del '90, caracterizada por una mayor valoración social de lo privado -incluyendo el proceso de privatizaciones-, la riqueza y la fama, impulsada por un gran desarrollo de los medios de comunicación.
Argentina vivía los primeros años de lo que se denominó el menemismo, que luego de terminar con largos años de alta inflación con el Plan de Convertibilidad, inauguró un fenómeno conocido como farandulización de la política, en la que aparecían estrechamente vinculados los negocios privados, los políticos y las figuras famosas de la televisión y el deporte.

## El álbum
Las diecisiete canciones del álbum siguen el derrotero de una adolescente sin nombre a la que Spinetta bautizó Milita, que vive en un mundo de violencia y desamparo, donde el diálogo y la comunicación entre las personas no existe. Milita ha sufrido el abuso de su violento padre y la locura de su madre. Al no poder entrar al recital de su héroe roquero Kakón el Griego -kakón en griego significa "mal bello"-, personaje que debía interpretar Spinetta y finalmente no pudo hacerlo, cae por una alcantarilla a las cloacas de la ciudad. Allí se encuentra con un mundo onírico de monstruos y horrores, en el que debe buscar un sentido para su vida, en una suerte de "escape hacia el alma", como se titula la primera canción. El alma es precisamente uno de los conceptos a los que Spinetta más recurre en la poesía del álbum, fortaleciéndola con nociones de las filosofías orientales como el nirvana y lo zen.

## El tema
El tema es el sexto track del álbum solista Fuego gris, banda sonora del "drama-rock" cinematográfico del mismo nombre, dirigido por Pablo César.
La canción gira en torno al problema planteado en el título, "Tocando sin sentir", y llega a su punto culminante cuando se pregunta cómo hacer para sentir a la otra persona de verdad, en su "forma total", como sucede con la memoria:

Cómo sentirte de verdad
lo abarcas todo sin estar
pues late en mí
late en mí
late en mí
Forma total,
sin sentido de sí
que aparece al final
cuando más lejos está
y tal vez así
sean las memorias
Tocando sin sentir

## Película
La canción se corresponde con la séptima secuencia de la película (minuto 28:10 a 31:35). La protagonista sin nombre -llamada Milita por Spinetta- acaba de encontrarse en la escena anterior con la dama azul encerrada en una pantalla y decide romper la pantalla. Al hacerlo queda de pie ante una intensa fuente de luz rodeada de humo y viento. Al calmarse el viento ingresa a un nuevo espacio y se encuentra ante una pintura, a la que palpa y besa, de modo que la sombra de sus dedos y su boca, se ponen en contacto con sus dedos y boca materiales. El espacio al que ingresó está lleno de otros cuadros que contienen también las sombras vivientes del cuerpo de la protagonista. Milita toma contacto con cada una de sus sombras en esos cuadros, antes de pasar a un nuevo espacio.